# Словесна бульбашка

Три найпоширеніших виноски (зверху вниз: мова, думки, крик)

Словесна бульбашка (англ. Speech Balloon, також Хмаринка думок) — це графічний засіб, виноска, що використовується в основному в коміксах і манґах для ілюстрації слів чи думок персонажа. Найпоширенішими формами виносок є «бульбашка», яка вказує на слова, і «хмаринка», яка вказує на думки.

## Історія
Сучасним коміксам передували політичні карикатури XVIII століття Вільяма Хогарта. Вони являли собою серію малюнків, об'єднаних спільною думкою.
У Західному графічному мистецтві, ярлики, які зображають, що змальовувана фігура говорить, з'явилися як мінімум починаючи з 13-го століття. Повітряні кулі в словах почали з'являтися у 18-му столітті, надруковані на бортах кораблів, і часто використовувалися в політичних карикатурах під час Американської Революції. З розвитком індустрії коміксів у 20-му столітті, мовна культура коміксів стає все більш стандартизованою, хоча формальні угоди, які розвивалися в різних культурах (США, на відміну від Японії, наприклад), можуть бути вельми різними.
Жовтий малюк, зазвичай, вважається першим американським комічним героєм. Його слова спочатку з'явилися на його жовтій сорочці, але «повітряні кулі», такі, якими ми бачимо їх зараз, були створені майже одразу, вже в 1896. Протягом багатьох років, «повітряні кулі» були менш поширені в Європі, ніж в США. Одним із прикладів є комікси голландського художника-карикатуриста Мартена Тондера, де літературні підписи друкуються нижче смуги та займають стільки місця, як і малюнки, тому смуга заповнює простір, у два рази більший, ніж газетна смуга. Та аналогічний приклад з Великої Британії — Руперт Ведмідь.

## Популярні форми

### Бульбашки мовлення
Найпоширенішим є промовний міхур. Він існує у двох формах для двох обставин: панелі характеру «перед» і панелі характеру «за». В панелі «перед» (слова, які повністю або переважно видно в панелі смуги коміксів) використовується міхур з покажчиком, що називається «хвостом», спрямованим у бік мовця.
Коли один персонаж має декілька бульбашок протягом панелі, часто лише бульбашка біля голови мовця має хвіст, а інші є підключенням до неї послідовними вузькими смугами. Цей стиль часто використовується в Mad Magazine, через його гумористичні діалоги в стилі "виклик-відповідь".
Панель «за» (комікс виду «за кадром») має кілька варіантів, деякі з них є достатньо нетрадиційними. По-перше, це стандартний міхур з хвостом, що вказує на положення мовця. Другий варіант, який виник в манзі, — хвіст, направлений всередину міхура, а не з нього (цей хвіст все ще спрямований у бік мовця). Третій варіант — вузьке місце, яке з'єднується з бічною панеллю. Це можна побачити в роботах графічного романіста Марджана Сатрапі.
В американських коміксах міхур без хвоста означає, що мовець не просто поза полем читацького зору, а й невидимий для погляду героїв або є невстановленим членом натовпу.
Персонажі віддалені (в просторі або в часі) з місця на панелі, ще можуть говорити, у квадратних бульбашках без хвоста: це використовується для драматичного контрасту, як голос за кадром, і не є рідкістю в американських коміксах. На відміну від підпису, кути таких куль ніколи не збігаються з кутами панелі; для подальшої відмінності, вони часто виділені подвійним контуром та іншим кольором фону, або лапками.

### Бульбашки думок
Бульбашки думок бувають двох видів: ланцюг бульбашок думок і «нечітка» бульбашка.
Ланцюг бульбашок думок — майже універсальний символ для зображення мислення в мультфільмах. Він складається з великої хмари, що містить текст, і з ланцюга дрібніших бульбашок, що ведуть до героя. Деякі художники використовують еліптичну бульбашку, замість хмароподібної. Часто персонажі-тварини, як Снупі та Гарфілд «розмовляють» за допомогою бульбашки думок. Бульбашки думок можуть також використовуватися у тих випадках, коли персонаж з кляпом у роті або з інших причин не може говорити.
Інший, менш традиційний вид бульбашок — «нечітка» бульбашка. Використовується в мангах (таких художників, як Кен Акамацу). Бульбашка приблизно круглої форми (в цілому), але її краї є шипами, розміщеними близько один до одного, створюючи враження розмитості. «Нечіткі» бульбашки не використовують хвости, і розміщені поруч з персонажем, який думає.
Письменники та художники можуть відмовитися від використання бульбашки думок, висловлюючи дію через розмовний діалог та малювання; вони іноді сприймаються як неефективний спосіб вираження думки, оскільки вони приєднані безпосередньо до голови героя, на відміну від методів, як субтитри які можуть бути використані як вираження думки та розповіді. Однак, вони обмежені поточною точкою огляду героя. Прикладом є комікс Алана Мура і Девіда Ллойда «V означає „Вендетта“», в якій під час однієї з глав, монолог, що виражається в підписі, служить не лише для вираження думки символів, а й настрою, стану і дії.

### Інші форми
- Бульбашка крику вказує на те, що герой кричить, зазвичай, з зубчастими обрисами або товщою лінією, яка може бути пофарбована. Їх написи, зазвичай, більші або жирніші, ніж зазвичай.
- Бульбашка трансляції (також відома як радіо бульбашка) може мати зубчастий хвіст, як у блискавки й мати квадратний або зубчастий обрис. Бульбашки трансляції вказують, що мовець взаємодіє із системою по електронному пристрою, такому як радіо чи телебачення.
- Бульбашка шепоту, зазвичай, зображується меншим шрифтом або сірого кольору, для вказівки на м'якший тон. Інша форма, що іноді зустрічається в манзі, виглядає як бульбашка думки.
- Бурульчаста бульбашка має нерівні «бурульки» на нижній кромці, щоб передати «холодну» ворожість.
- Бульбашки-монстри мають кров, що знизу з них.

- Кольорові бульбашки передають емоцію, яка йде з промовою (такі як: червоний від гніву або зелений для заздрості). Цей стиль рідко використовується в сучасних коміксах.

## Підписи
Підписи, зазвичай, використовуються в цілях розповіді. Вони, зазвичай, прямокутні та розташовані близько до краю панелі. Часто вони також кольорові, щоб вказати на різницю між ними і бульбашками, що використовуються героями, які майже завжди білі.

## Графічні символи в мові бульбашки
Бульбашки промови використовуються не лише для включення слів персонажа, але й емоцій, голосових інтонацій і певної мови.

### Знаки пунктуації
Одним з універсальних емблем мистецтва коміксів є використання єдиного знаку пунктуації, щоб зобразити емоції персонажа, набагато більш ефективно, ніж будь-які можливі речення. А бульбашка мовлення з одним великим знаком питання (часто намальований від руки, не розглядається як частина напису) позначає плутанину. Знак оклику вказує сюрприз або жах. Цей прийом широко використовується в європейській комічній традиції, бельгійський художник Ерже Пригоди Тінтіна слугує гарним прикладом. Іноді, над головою персонажа стоять лише знаки пунктуації, і жодна бульбашка не потрібна.
Три крапки також використовуються, щоб виразити мовчання більш значним чином, ніж проста відсутність бульбашок. Це спеціально використовується, коли герой, який повинен сказати щось, вказує на приголомшене мовчання або коли саркастичний коментар очікується читачем. Три крапки, поряд з великою краплею поту на лобі — зазвичай зображують сором, розгубленість або зніяковілість, викликані діями інших людей — є одним з японських графічних символів, які вкоренилися в коміксах у всьому світі, хоча вони ще рідко зустрічаються в західних традиціях.

### Малюнки всередині мовної бульбашки
Альбер Удерзо в серії Астерікс прикрашає мовлення бульбашки красивими квітами, що зображують дуже м'який, солодкий голос (зазвичай, передує насильницький вибух). Бурхлива хмара з блискавкою, яка стирчить з неї, зображує гнів, не завжди словесно. Лампочки іноді використовуються, коли герой вигадує ідеї або розв'язання проблем.
У коміксах, які, зазвичай, адресовані дітям та підліткам, цензуру лихослів'я замінюють його більш-менш складним кресленням.
Одним із прикладів є іспанська серія Мортадело, створена Франциско Ібаньєсом. Хоча вона конкретно не адресована дітям, Мортадело народився під час диктатури Франциско Франко, коли цензура була на порядку денному, і найменша спроба грубої мови була заборонена.

## Порядок розглядання
Для того, щоб комікс та діалог графічного роману мав сенс, він повинен розглядатися в правильному порядку. Таким чином, пригоди повинні розвиватися в тому порядку, в якому бульбашки зв'язно читаються. Окремі бульбашки читаються в порядку мови. Наприклад, в англійській мові, бульбашки читаються зліва направо, в той час, як в японській — навпаки. Іноді бульбашки «складені», з двох символів, що мають множинні пухирці, один над іншим. Такі стеки читати зверху вниз. Погане використання мовних бульбашок може ненавмисно зробити правильний порядок читання неоднозначним, заплутуючи читача.

## Написи
В кількох коміксах, великі та малі букви, використовуються як у звичайній письмовій формі. З середини 1980 року, змішаний випадок напису поступово став більш широко використовуватися у звичайних книгах. Деякі комікси, такі як «Бісер перед свинями», також використовують нижній реєстр промови для нагоди відмінного акценту (в цьому випадку, акцентована мова чоловіків-крокодилів, на відміну від усіх інших персонажів, які використовують стандартну рядкову мову).

## Сполука з бульбашок
У ряді випадків, в коміксах художники використовували бульбашки, ніби у них є справжній зміст, зазвичай, для гумористичної мети. В «Peanuts», наприклад, ноти, зіграні Шредером, час від часу, використовуються різними способами, в тому числі як різдвяні прикраси. Іноді середовище може впливати на стан бульбашок: в італійській книзі-коміксі "Sturmtruppen" вони замерзають, коли температура дуже низька.